# János Molnár (jeskyně)
János Molnár (maďarsky A Molnár János-barlang) je rozsáhlá podzemní podvodní jeskyně, nacházející se přímo pod maďarskou hlavní metropolí, v Budapešti, o hloubce 100 metrů a celkové šířce 3 km (dle jiného zdroje: 86 m, šířka 27 m, výška 15 m, hloubka 100 m, celková šíře až 5,5 km), jež vznikla s největší pravděpodobností pohybem tektonických desek. Dle časopisu Lidé a země se jedná o největší termální jeskyni světa, objevenou až v roce 2002 a zpřístupněnou o šest let později, jejíž teplota vody se pohybuje v rozmezí 25–27 °C.

## Odraz v kultuře
O této maďarské jeskyni byl také v roce 2017 uveden film Budapest Inferno: The Secret of the Molnar Janos Cave.